# ゲルマニウム
ゲルマニウム（英語: germanium [dʒərˈmeɪniəm]）は、原子番号32の元素。元素記号は Ge。炭素族の元素の一つ。ゲルマニウムの単体はケイ素より狭いバンドギャップ（約0.7 eV）を持つ半導体で、結晶構造は、温度、圧力により、3種類あり、常温、常圧で安定な結晶構造はダイヤモンド構造で、（α-ゲルマニウム）高圧にすると正方晶系のβ-ゲルマニウムになる。更に、ゲルマネンという、炭素の同素体の一種を、全てゲルマニウム原子で置換した同素体がある。
電子部品に使われたり、また有機ゲルマニウムのプロパゲルマニウムはB型肝炎治療の医薬品としての承認がある。また健康食品や化粧品成分。健康器具では、日本で一部の製品は一般医療機器として、肩こりなどの効能が表示できる。ある種の免疫細胞を活性化させ、がんに対する効果もあるとも言われているが研究段階である。がんに効くと違法に宣伝していた業者が逮捕されたケースもある。

## 名称
1885年、ドイツのクレメンス・ヴィンクラーがアージロード鉱という銀鉱石から既にメンデレーエフの周期律表で予言されていたエカケイ素に相当する新元素を発見し、それに対してドイツの古名ゲルマニア (Germania) にちなんでゲルマニウムと命名した。

## 工業用途
初期のトランジスタにはゲルマニウムが使われ、安定性に優れるケイ素（シリコン）が登場するまでは主流だった。現在でも、電圧降下が小さいことからダイオードや、バンドギャップが比較的狭いことから光検出器に用いられる。
また、ガンマ線の放射線検出器（半導体検出器）にも用いられる。素子を液体窒素などで冷却する必要があるという欠点もあるが、エネルギー分解能に優れることから利用されている。
赤外線に対して透明で、赤外域で高い屈折率（約 n = 4）を示す材料として有用である。この性質を利用して石英を用いたレンズにゲルマニウムを添加すると屈折率が上がり、また赤外線を透過するようになるので、光学用途にも多用される。
鉛フリーはんだに微量添加されることがある。錫の酸化を防ぎ、濡れ性を改善し、ドロスの発生を抑える効果がある。100ppmほど添加される。

## 生産
2011 年には世界中で約 118 トンのゲルマニウムが生産され、そのほとんどは中国 (80 トン)、ロシア (5 トン)、米国 (3 トン) で生産された。0.3%のゲルマニウムを含む閃亜鉛鉱の副産物として回収される。特に低温堆積物に含まれる塊状の Zn–Pb–Cu(–Ba)  鉱床とZn - Pb炭酸塩岩鉱床に多く含まれる。最近の研究では、少なくとも 10,000 トンの抽出可能なゲルマニウムが既知の亜鉛鉱床、特にミシシッピバレー型鉱床に含まれる亜鉛鉱床に含まれており、少なくとも 112,000 トンが石炭鉱床に見られることがわかった。 2007 年には需要の 35% がリサイクルで賄われた。
| 年   | 価格 ($/kg) |
| ---- | ----------- |
| 1999 | 1,400       |
| 2000 | 1,250       |
| 2001 | 890         |
| 2002 | 620         |
| 2003 | 380         |
| 2004 | 600         |
| 2005 | 660         |
| 2006 | 880         |
| 2007 | 1,240       |
| 2008 | 1,490       |
| 2009 | 950         |
| 2010 | 940         |
| 2011 | 1,625       |
| 2012 | 1,680       |
| 2013 | 1,875       |
| 2014 | 1,900       |
| 2015 | 1,760       |
| 2016 | 950         |
| 2017 | 1,358       |
| 2018 | 1,300       |
| 2019 | 1,240       |
| 2020 | 1,000       |

ゲルマニウムは主に閃亜鉛鉱から産出されるが、銀、鉛、銅の鉱石にも含まれている。ゲルマニウムのもう一つの供給源は、ゲルマニウムを含む石炭鉱物を燃料とする発電所のフライアッシュである。ロシアと中国はこれをゲルマニウムの供給源として利用した。ロシアの鉱床はサハリンの極東、ウラジオストクの北東に位置している。中国の鉱床は主に雲南省臨滄市近郊の褐炭鉱山にあり、内モンゴル自治区シリンホト近郊でも石炭が採掘されている。
鉱石濃縮物はほとんどが硫化物であり、焙焼と呼ばれるプロセスで空気中で加熱することにより酸化物に変換される:
GeS2 + 3 O2 → GeO2 + 2 SO2
ゲルマニウムの一部は生成された粉塵に残り、残りはゲルマニウム酸塩に変換され、硫酸によって（亜鉛と共に）燃え殻から浸出される。中和後、亜鉛のみが溶液中に残り、ゲルマニウムと他の金属は沈殿する。ウェルツ法によって沈殿物中の亜鉛の一部を除去した後、残ったウェルツ酸化物を再度浸出させる。沈殿物として得られた二酸化物は、塩素ガスまたは塩酸によって四塩化ゲルマニウムに変換される。四塩化ゲルマニウムは沸点が低く、蒸留によって単離できる。:
GeO2 + 4 HCl → GeCl4 + 2 H2O
GeO2 + 2 Cl2 → GeCl4 + O2
四塩化ゲルマニウムは、加水分解によって酸化物（GeO 2）に、または分留によって精製された後に加水分解される。高純度のGeO 2は、現在ではゲルマニウムガラスの製造に適している。これを水素と反応させることで元素に還元し、赤外線光学素子や半導体製造に適したゲルマニウムを生成する。
GeO2 + 2 H2 → Ge + 2 H2O
鉄鋼生産やその他の工業プロセスで使用されるゲルマニウムは、通常、炭素を使用して還元される:
GeO2 + C → Ge + CO2

## 歴史
ドミトリ・メンデレーエフは、自ら考案した周期表において、既に知られていた元素（ケイ素）とよく似た性質を持つ当時はまだ未発見の元素を "エカケイ素"（Ekasilicon, Es：周期表におけるケイ素のすぐ下の元素という意味）としてその存在を予言した。
1885年、ドイツのクレメンス・ヴィンクラーがアージロード鉱という銀鉱石からエカケイ素に当たる新元素を発見した。メンデレーエフが周期表に基づいて予想したエカケイ素の性質とゲルマニウムの性質がよく一致し、メンデレーエフの周期表の完成度の高さを示す好例となった。
|              | エカケイ素 | ゲルマニウム |
| ------------ | ---------- | ------------ |
| 原子量       | 72         | 72.63        |
| 密度 (g/cm3) | 約5.5      | 5.327        |
| 融点         | 高い       | 摂氏952度    |
| 色           | 灰色       | 灰色         |

ゲルマニウムは半導体材料としては比較的融点が低いため、ゾーンメルト法によって半導体として利用できる高純度の単結晶を得ることが比較的容易であったので黎明期の半導体産業で使用された。1947年12月にベル研究所で初めて増幅作用を確認した点接触型トランジスタはGeトランジスタで、それに続いて開発された合金接合型トランジスタもGeトランジスタで1950年代の黎明期の半導体産業を支えた。Geトランジスタは高温に弱く、動作温度範囲の上限が約70℃に制限されるという弱点があったのに対して、シリコントランジスタは高温での安定性が高く、約125℃まで作動したので、高温でも安定して作動するシリコントランジスタが主流になった。そのことにより半導体として使用されるゲルマニウムは主役の座を降りたかに見えたが、近年、シリコントランジスタの高速化の限界が顕在化するにつれてゲルマニウムの高電子移動度が着目され、再び脚光を浴びつつある。また、ゲルマニウム単体だけでなく、シリコンに微量のゲルマニウムを添加したシリコンゲルマニウムとして使用する開発も進みつつある。この場合、従来の微細化プロセスを利用できるので高集積度の半導体素子の製造に適する。界面で二酸化ゲルマニウム(GeO2)の分解が起きることにより一酸化ゲルマニウム(GeO)が発生するためシリコン半導体では製造技術が確立されている「ゲート絶縁膜」をゲルマニウムで作成することが大変難しかったので高集積度のゲルマニウム半導体の量産のボトルネックになっていた。

## ゲルマニウムの化合物
二元化合物
- 二臭化ゲルマニウム (GeBr2)
- 四臭化ゲルマニウム (GeBr4)
- 二塩化ゲルマニウム (GeCl2)
- 四塩化ゲルマニウム (GeCl4)
- en:Germanium difluoride (GeF2)
- 四フッ化ゲルマニウム (GeF4)
- 二水素化ゲルマニウム (GeH2)
- ゲルマン (GeH4)
- ジゲルマン (Ge2H6)
- トリゲルマン (Ge3H8)
- 二ヨウ化ゲルマニウム (GeI2)
- 四ヨウ化ゲルマニウム (GeI4)
- 一酸化ゲルマニウム (GeO)
- 二酸化ゲルマニウム (GeO2)
- 一硫化ゲルマニウム (GeS)
- 二硫化ゲルマニウム (GeS2)
- セレン化ゲルマニウム (GeSe)
- 二セレン化ゲルマニウム (GeSe2)
- 一テルル化ゲルマニウム (GeTe)
- 二テルル化ゲルマニウム (GeTe2)

三元化合物
- テトラメチルゲルマニウム (Ge(CH3)4)
- テトラエチルゲルマニウム (Ge(C2H5)4)
- 水酸化ゲルマニウム(II) (Ge(OH)2)
- 硫酸ゲルマニウム(IV) (Ge(SO4)2)

## 人体への影響
1887年にWinklerが最初に有機ゲルマニウムを合成し、1962年にKaarsらが合成したものは生理研究を本格化させていった。1969年に、浅井一彦がゲルマニウム有機化合物の研究に焦点を当てた世界初の研究所であるゲルマニウム研究所を設立。有機ゲルマニウムは1970年代以降に、がんや肝炎の治療薬として期待され治験が行われたが、その多くは医薬品とはなっていない。1988年に松元文子（元・日本調理科学会名誉会長、元・お茶の水女子大学名誉教授）は、無機ゲルマニウムの有害性や有機ゲルマニウムについて新聞やラジオで報道されることがあり、効果を期待しているものではないが有機ゲルマニウムを服用していると書いているが、メディアなどで一定の注目を集めていた。
1978年に佐藤隆一らがプロパゲルマニウムを合成し、臨床試験が実施され1994年から免疫を高める経口B型肝炎治療剤のセロシオンカプセルとして販売されている。有機ゲルマニウムの中でも、唯一医薬品として認められているこのプロパゲルマニウムでは、ウイルス性のB型慢性肝炎に対する有効性が認められるものの、健康障害や死亡などの危険性についての警告文が付されており、消化器系の各種症状（腹痛、下痢、口内炎等）、うつ、月経異常、脱毛等の副作用の可能性があることを記している。2020年時点で、人間でのがん転移抑制能力が研究されている。
浅井一彦らは石炭や漢方薬にゲルマニウムが少し含まれている（詳細）ことから注目し、1968年にレパゲルマニウム（国際一般名。治験時の名称Ge-132、俗にアサイゲルマニウム）を合成する。レパゲルマニウムは、Good Laboratory Practiceをクリアし、食品として安全性が確かめられている。レパゲルマニウムは、2019年に日本健康・栄養食品協会（トクホなどを認証している）の安全性自主点検の認証制度に認証登録され、食品や化粧品に配合されている。また臨床試験も実施されてきた。東北大抗酸菌病研究所、北海道内科医学部など21施設・計311名参加の多施設合同試験では、がん化学療法に併用して生存期間の延長は見られなかったが（そのため医薬品となっていない）、疼痛・食欲などの改善が見られ、健常人でもがん患者での1年以上の長期投与でも軟便以外の副作用は見られなかった。後の『週刊朝日』で、浅井の開発したゲルマニウムは当初は医薬品用に研究されたが厚生省の許可は降りなかったと言及されている。
スピロゲルマニウムは新薬にするために臨床試験が行われていたが、胃癌では毒性の高さと有効率の低さから、1999年にそれ以上の研究は断念された。三和化学研究所が、有機ゲルマニウムのプロキシゲルマニウムを臨床試験していたこともある。
無機ゲルマニウム（二酸化ゲルマニウム）の健康食品を、有機ゲルマニウムだと偽って販売し健康被害が発生した例もある。浅井のゲルマニウム研究やスピロゲルマニウムなどの製薬開発が注目を集め、その反動で起こったものである。無機ゲルマニウムは生死に関わるような副作用があるが、1970年代後半からのゲルマニウムブームにて、当初から無機ゲルマニウムの飲用は腎臓等に障害を発生させるとの研究結果がすでに報告されていた。それにもかかわらず、一部の業者が無機ゲルマニウムを有機ゲルマニウムと偽って飲用として販売したために事故が発生した。
1998年10月、厚生労働省が各都道府県に対し、1)酸化ゲルマニウムの継続摂取を避けること、2)ゲルマニウム含有食品については長期的な安全性を確認することを注意喚起した。
ある有機ゲルマニウム（乳酸ゲルマニウムクエン酸塩、germanium lactate citrate）では、経口摂取による健康障害や、死亡例がある。ある有機ゲルマニウム製剤 (三二酸化ゲルマニウム、germanium sesquioxide) を経口投与した人の癌が治ったという症例報告があるが、論文の著者はゲルマニウムが腫瘍細胞を攻撃したか、自然治癒が起こった可能性もあるが、過去に限られた有効性と腎毒性を示していると記載している。
国立健康・栄養研究所は、2008年の情報で無機ゲルマニウム（二酸化ゲルマニウム）と、有機ゲルマニウム（三二酸化ゲルマニウムの有効性と 乳酸ゲルマニウムクエン酸塩の健康被害）と、詳細の記載がないゲルマニウムを調査し「サプリメントとしての経口摂取はおそらく危険と思われ、末梢神経や尿路系の障害を起こし、重篤な場合には死に至ることがある」として注意を呼びかけている。一方、同研究所のコラム（2006年）では、「食べると有毒な無機ゲルマニウムと、健康食品に使われる有機ゲルマニウムがあります」とし、医薬品のプロパゲルマニウム以外には「信頼できる十分な情報が見当たりません」としている。1997年の調査では、ゲルマニウム（二酸化ゲルマニウム、三二酸化ゲルマニウム、乳酸ゲルマニウムクエン酸塩、また詳細の記載がないゲルマニウム）の経口摂取によりそれまでに31例の腎臓への重大な疾患や死亡が報告されている。

### 外用
レパゲルマニウムでは、安全性試験をクリアし化粧品に配合され基礎研究などが行われている。
レパゲルマニウム（水溶性）では角質層のセラミド合成促進が知られ、人間の被験者にて化粧水では保湿性の向上が見られている。メラニンの原料となるL-DOPAと錯体を作ることで色素メラニンの形成を抑制しており、異なる作用機序を持つ美白剤とで相乗効果が期待できる。

### 健康器具
ゲルマニウムを使った様々な健康器具類が販売されている。無機ゲルマニウムは肩こりに対する貼付型治療具として応用されている。
日本では医薬品医療機器等法に基づき承認や認証を得た医療機器（機器とはいえ治療器だけでなく貼付剤などもある）があり、「コリ」や「痛み」の緩和の効能表示が行えるものがある。承認以外の効果を標榜することはできない。
貼付型ゲルマニウム金属の粒を、鉄粒を偽薬として比較した88名での試験（1990年）では、肩こりと腰痛に有効とされる。肩こりの142名5ヶ月での二重盲検試験（1984年）では、ゲルマニウムで87.4%に改善あり、比較対象の鉄粒では34.9%に改善あり、3-4日で89.2%に効果、鉄では同様までに9-10日との結果を得た。また別の15名での試験（2005年）では、ゲルマニウム貼付ではストレッチ可能な距離（単位センチ）が増加し、偽薬では有意な変化はなかった。
粉末ゲルマニウムの湿布風の貼り付け剤では、他の治療を禁止したコリを訴える106名にて二重盲検試験を行い（1986年）、コリを訴える210か所に貼り付け4か月後、有効以上64.1%、やや有効以上89%、3日以内で59.8%に効果、1週間では94.6%といった成績を得た。
ネックレスでは、2013年の研究で、血栓溶解治療を受ける脳血栓症患者23名にゲルマニウム製ネックレスを装着させ4-5時間後に、血流速度が改善されたことが報告されている。また2016年の報告では、偽のネックレスを装着しパソコン操作した対照群と比較して本物のゲルマニウム製ネックレスを装着した群では、唾液のアミラーゼの数値が少なく、ストレス軽減に寄与する可能性を示した。
2009年に国民生活センターが調査している。15,000円未満のゲルマニウム使用のブレスレット12銘柄を検査し、7銘柄はゲルマニウムが含有量が1.5％未満、1銘柄はゲルマニウムは検出されなかった。5銘柄で効能効果を広告しているとされたが、うち回答があった2銘柄では根拠となる明確な科学的根拠を保有しておらず、そのような根拠がなければ表示をやめるよう要望した。景品表示法、薬事法に抵触するおそれがある。 「血行をよくする」「細胞を活性化」、「疲労緩和」などとの表示があった。また科学技術振興機構データベースにて2004年から2009年までの文献を調査して（年報内でも具体的な検索語句・手順は非公開）、ゲルマニウムの健康器具が効果を示す文献は見つからないため、健康効果は期待できないとした。
2010年には業者が逮捕されたケースがあり、「がんに効く」といって温熱治療機器を販売していた。

## 関連文献
- 左巻健男『ニセ科学を見抜くセンス』新日本出版社、2015年9月29日、「第2章-6：ゲルマニウムはマイナスイオンが出て健康によい？」頁。ISBN 978-4406059374。
- 左巻健男『暮らしのなかのニセ科学』平凡社、2017年6月17日、「第7章-4：ゲルマニウムは健康によい？」頁。ISBN 978-4582858471。